# Solenostoma pseudopyriflorum
Solenostoma pseudopyriflorum là một loài Rêu trong họ Jungermanniaceae. Loài này được Bakalin & Vilnet mô tả khoa học đầu tiên năm 2009.